# Günther Hummel
Günther Hummel (russisch Гуммель, Юрий (Гюнтер) Вильгельмович, wiss. Transliteration Gummel', Yuriy (Gyunter) Vil'gel'movich; * 8. Mai 1927 in Helenendorf) ist ein sowjetischer und deutscher Bildhauer, Lehrer und Musiker. Seit 1991 lebt er in Deutschland. Er war ab 1958 Mitglied des Verbandes Bildender Künstler der UdSSR und ist seit 1994 Mitglied im Arbeitskreis Rußlanddeutscher Künstler.

## Leben

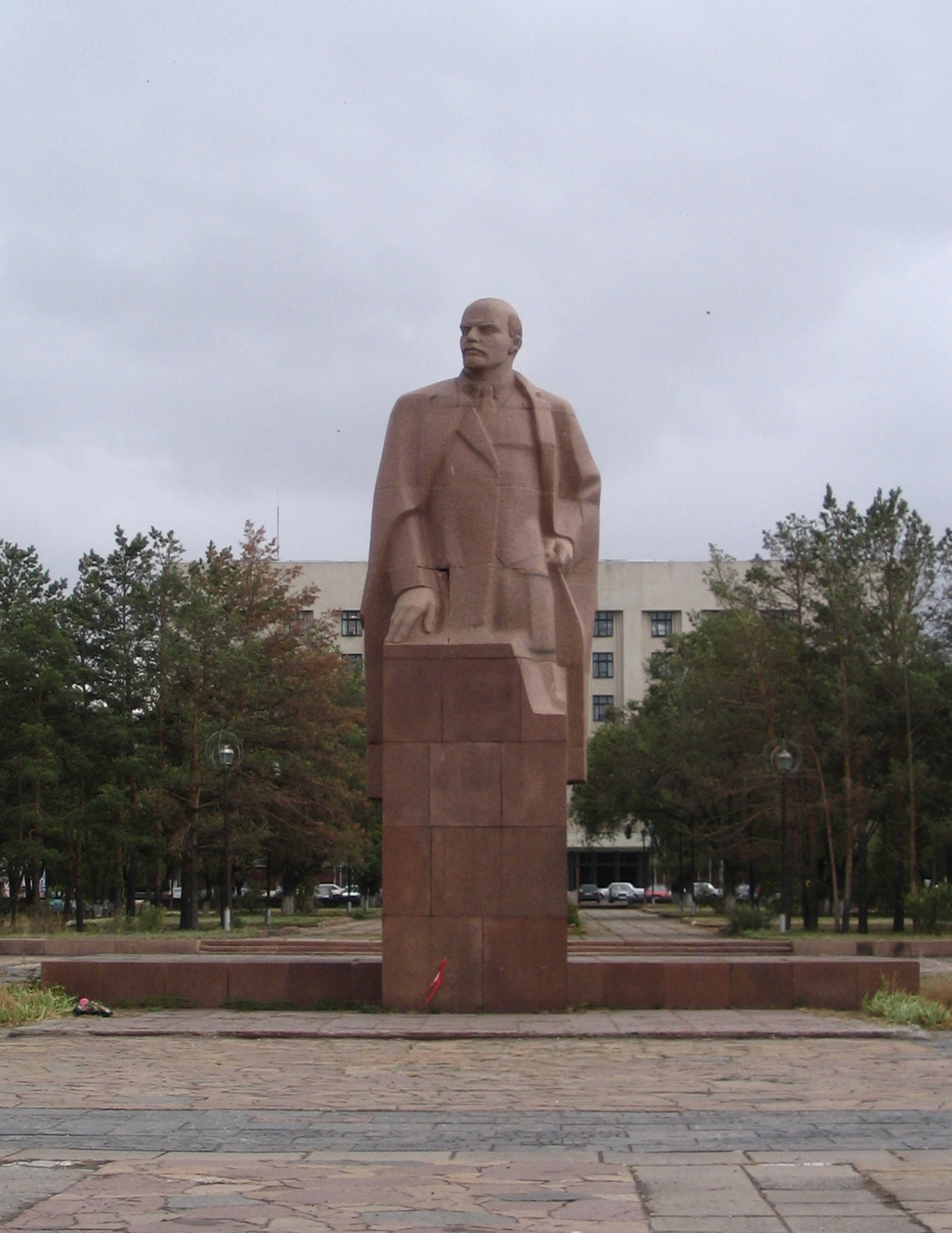
Denkmal W.I.Lenin Granit, 1975, 12 Meter

Hummel besuchte zwischen 1936 und 1939 Musik- und Malschulen in Helenendorf und absolvierte anschließend bis 1941 ein Studium an der Fachschule für Kunst in Baku bei W. Klepikow. In der Zeit zwischen 1941 und 1945 erfolgte eine Zwangsaussiedlung nach Kasachstan und von 1942 bis 1945 ein Einsatz in der Arbeitsarmee in den Kohlengruben von Karaganda. Von 1945 bis 1950 war er als Maler und Musikleiter im Kulturhaus Kohlengrube 55–57 tätig seit 1950 als professioneller Künstler Mitglied in der Künstlergenossenschaft Kas.ISO, Kunstproduktionswerkstätte Kunstfonds und Künstlerverband Karaganda. Er spielte im Sinfonieorchester unter der Leitung des Komponisten und Dirigenten A. W. Warlamov (1950–1952).
Im Jahr 1952 beteiligte er sich am Wettbewerb für ein Skulpturenrelief am Bahnhof Karaganda, wo er den ersten Preis und den Auftrag zur weiteren Ausführung erhielt. Von 1954 bis 1957 war er Kulturbeauftragter für Malerei und Musik in Karaganda. Er nahm 1957 am Unionsausscheid zur Wiederherstellung eines Porträts des persisch-tadshikischen Dichters Abulchan Rudaki anlässlich dessen 1.100ten Geburtstags teil und erhielt den ersten Preis mit folgendem Ankauf durch das Museums Bechsada, Duschanbe. In der Zeit zwischen 1957 und 1991 fertigte er zahlreiche große Denkmäler in Kasachstan an wie das Denkmal von Nurken Abdirow in Karaganda gemeinsam mit A. Bilyk (1958). 1958 erfolgte die Aufnahme in den sowjetischen Künstlerverband, 1961 nahm er erstmals an der Unions-Kunstausstellung Karagandas in Moskau teil.
Hummel war 1964 Mitgründer und Mitglied des Vorstands der Karagandaer Organisation des Künstlerverbands Kasachstans. Im gleichen Jahr hospitierte er an der Leningrader Kunstakademie bei B. Pintschuk. Außerdem war er Vorstandsmitglied des Künstlerverbandes Kasachstan (1965–1969). Im Jahr 1966 nahm er an einer Studienreise nach Griechenland teil. Beim Wettbewerb für das Lenin-Denkmal in Karaganda erhielt er 1966 den ersten und zweiten Preis und arbeitete an diesem Denkmal von 1967 bis 1975 gemeinsam mit dem Bildhauer N. Lawinskij im Auftrag des Kulturministeriums der UdSSR in Moskau.
Von 1972 bis 1976 war er Vorsitzender der Revisionskommission der Karagandaer Organisation des Künstlerverbandes Kasachstans und von 1977 bis 1982 Vorstandsmitglied.
1977 schuf er das Denkmal für die im Zweiten Weltkrieg gefallenen Soldaten im Bezirks-Zentrum Kiewka, Bezirk Karaganda. 1980 unternahm er eine Studienreise nach Italien mit einer Gruppe vom Künstlerhaus der UdSSR.
1981 erhielt er die Auszeichnung „Verdienter Künstler Kasachstan“. Im Jahr 1991 erfolgte seine Einreise in die Bundesrepublik Deutschland, wo er 1994 Mitglied im Arbeitskreis Russlanddeutscher Künstler wurde.
1995 schuf er die Brunnenanlage in Bad Krozingen mit Gedenkstelle und Gedenktafel aus Anlass der Städtepartnerschaft zwischen Bad Krozingen und Greoux-Les-Bains und Esparron de Verdon. Er unternahm 1995 eine Malexkursion nach Italien und arbeitete 1997 an der Brunnenanlage der Theresienklinik in Bad Krozingen.
Hummel hatte insgesamt über 100 Ausstellungen in Städten und Galerien in der UdSSR und international.

## Ausstellungen (Auswahl)
- 1947–1991: u. a. in Karaganda, Alma-Ata, Moskau, Leningrad, Baku, Duschanbe, Taschkent, Prag und Worpswede
- 1977: Personalausstellung „50-Jahre Leben, 25-Jahre schöpferische Arbeit“, Karaganda
- 1988: Personalausstellung „60-Jahre Leben, 35-Jahre schöpferische Arbeit“.

## Ausstellungsbeteiligungen in Deutschland (Auswahl)
- 1992: Deutsche Künstler aus Russland, Düsseldorf, Berlin, München
- 1993: Ausstellung – Bad Krozingen; 6. Internationale Kunstausstellung Freiburg i. Br., Breisach
- 1994: 7. Internationale Kunstausstellung Freiburg; Bundestreffen der deutschen aus Russland, Stuttgart
- 1995: 8. Internationale Kunstausstellung Freiburg
- 1996: „Art Direct“, Freiburg, Bayerisches Arbeitsministerium, München – „Im Wandel der Zeit“
- 1997: 10. Internationale Kunstausstellung Freiburg
- 1998: Stadtschloss Lichtenfels – Im Wandel der Zeit „11. Internationale Kunstausstellung“ Freiburg
- 1999: Computer Akademie, Freiburg
- 2000: Erste Internationale Ausstellung, Breisach
- 2001: Ausstellung im Schloss Feldkirch zu Hartheim
- 2001: Gedenktafel „Christian Gottfried Daniel Nees von Esenbeck“, Schloss Reichenberg, Reichelsheim
- 2001: Schloss Feldkirch, Deutsch-Französische Ausstellung in Breisach am Rhein
- 2002: Computer Akademie Freiburg
- 2002: 8. Salon de la peinture et de la sculpture, Colmar (2. Preis für Skulpturen)
- 2002: Ausstellung Sparkasse Nördlicher, Freiburg i. Br.
- 2003: Ausstellung „Münchener Künstler Genossenschaft“ im Haus der Kunst, München
- 2003: 9. Salon de la peinture et de la sculpture, Colmar
- 2003: Ausstellung „Nach Hause Kommen“, Lahr/Schwarzwald
- 2004: 10. Salon de la peinture et de la sculpture, Colmar
- 2004: Ausstellung „Bad Krozinger Künstler im Museum“
- 2004: 5. Kunstausstellung „In Herzen Europas“ Illzach, Frankreich
- 2004: Kunstausstellung Bundestreffen der Russlanddeutschen in Karlsruhe
- 2004: 6. Kunstausstellung L‘Art an Coeur de L‘Europe‚ Illzach
- 2004: Ausstellung „Natur und Kunst für alle Sinne“, Fautz – die Gärten Bad Krozingen
- 2004: Personalausstellung Malerei Grafik Skulptur, Hotel Siller, Bad Krozingen
- 2005: Ausstellung Malerei Skulptur Grafik Münchener Künstlergenossenschaft, Haus der Kunst, München
- 2005: Ausstellung im Kurhaus Bad Krozingen
- 2005: Ausstellung „Auf Augenhöhe“, Stadt Paderborn
- 2003–2008: Wanderausstellung „Nach Hause kommen“ mit Gemälden von Nikolaus Rode, Skulpturen und Zeichnungen von Günther Hummel, organisiert von der evangelischen Landeskirche Baden, in Städten, Kirchen und Gemeinden Baden-Württemberg